# Dover
Dover (/ˈdoʊvər/; em francês:  Douvres; às vezes traduzido como Dôver) é uma cidade do Reino Unido e está localizada no Sudeste da Inglaterra, no condado de Kent. É o maior porto britânico do Canal da Mancha.
Em 2001, a população da zona urbana de Dover era de 31 022 habitantes.
Era chamada de Dúbris no período romano.

## Cidades-irmãs
- Huber Heights, Estados Unidos
- Calais, França
- Split, Croácia

## Galeria de imagens

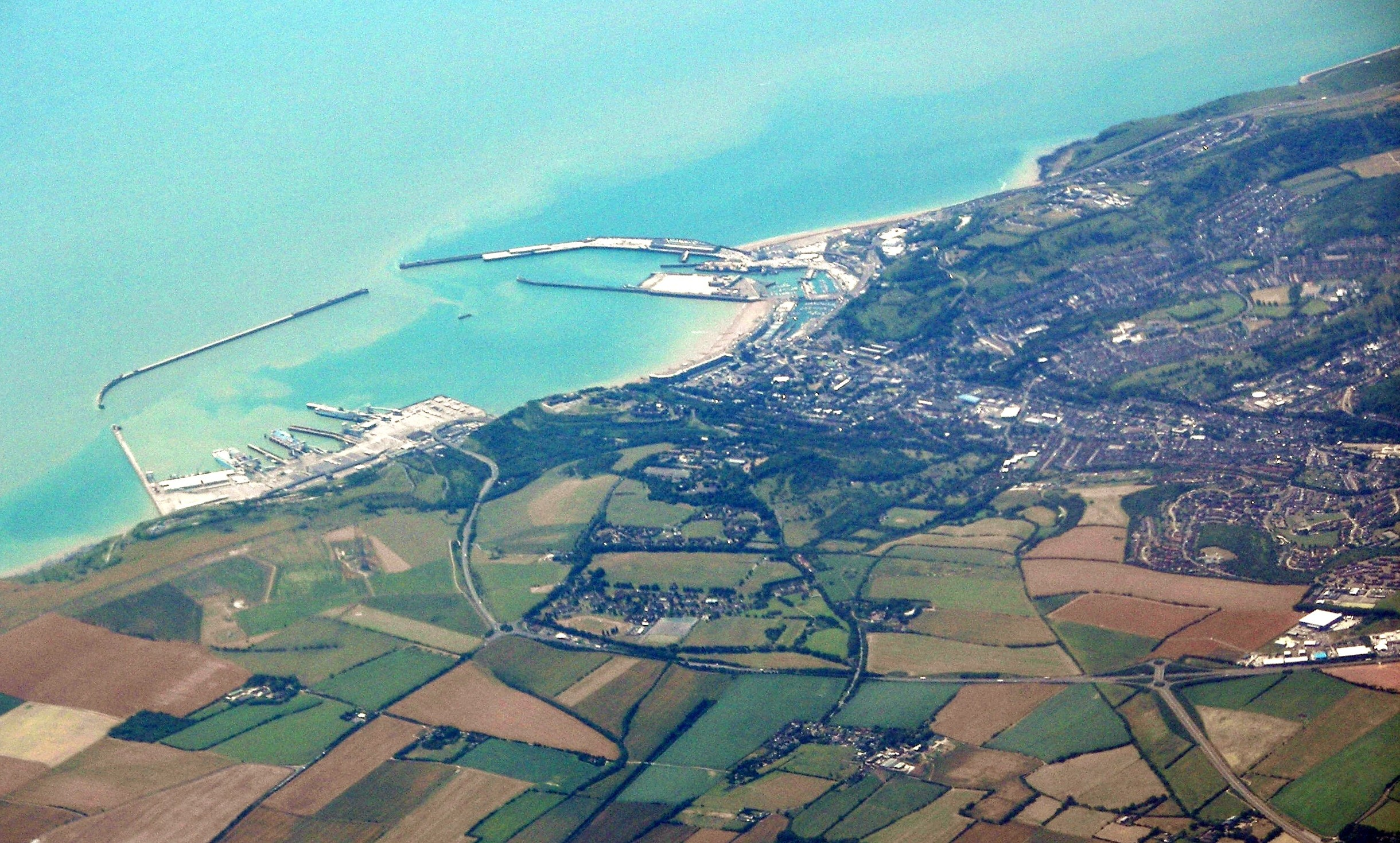
Vista aérea de Dover
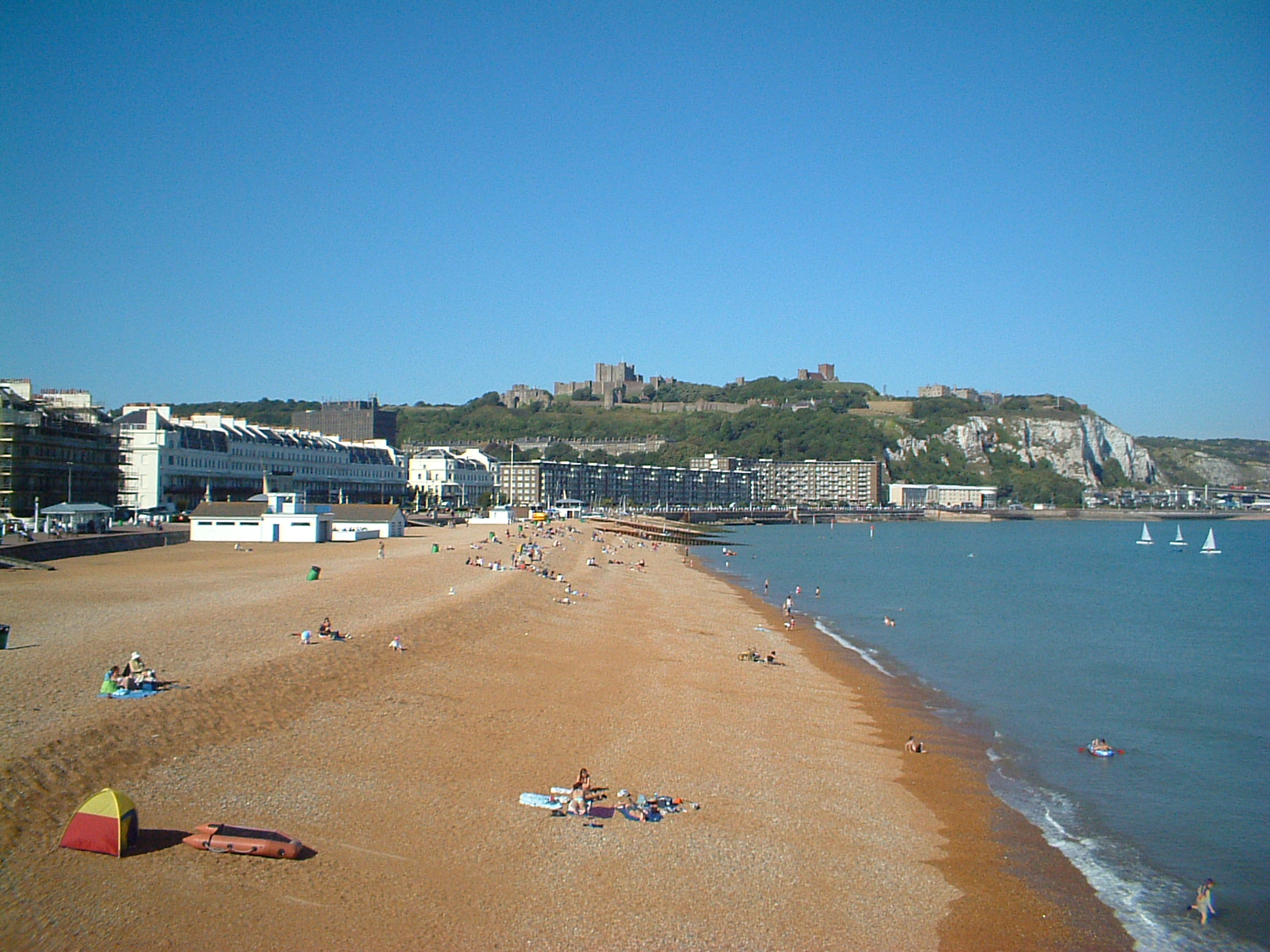
Orla de Dover
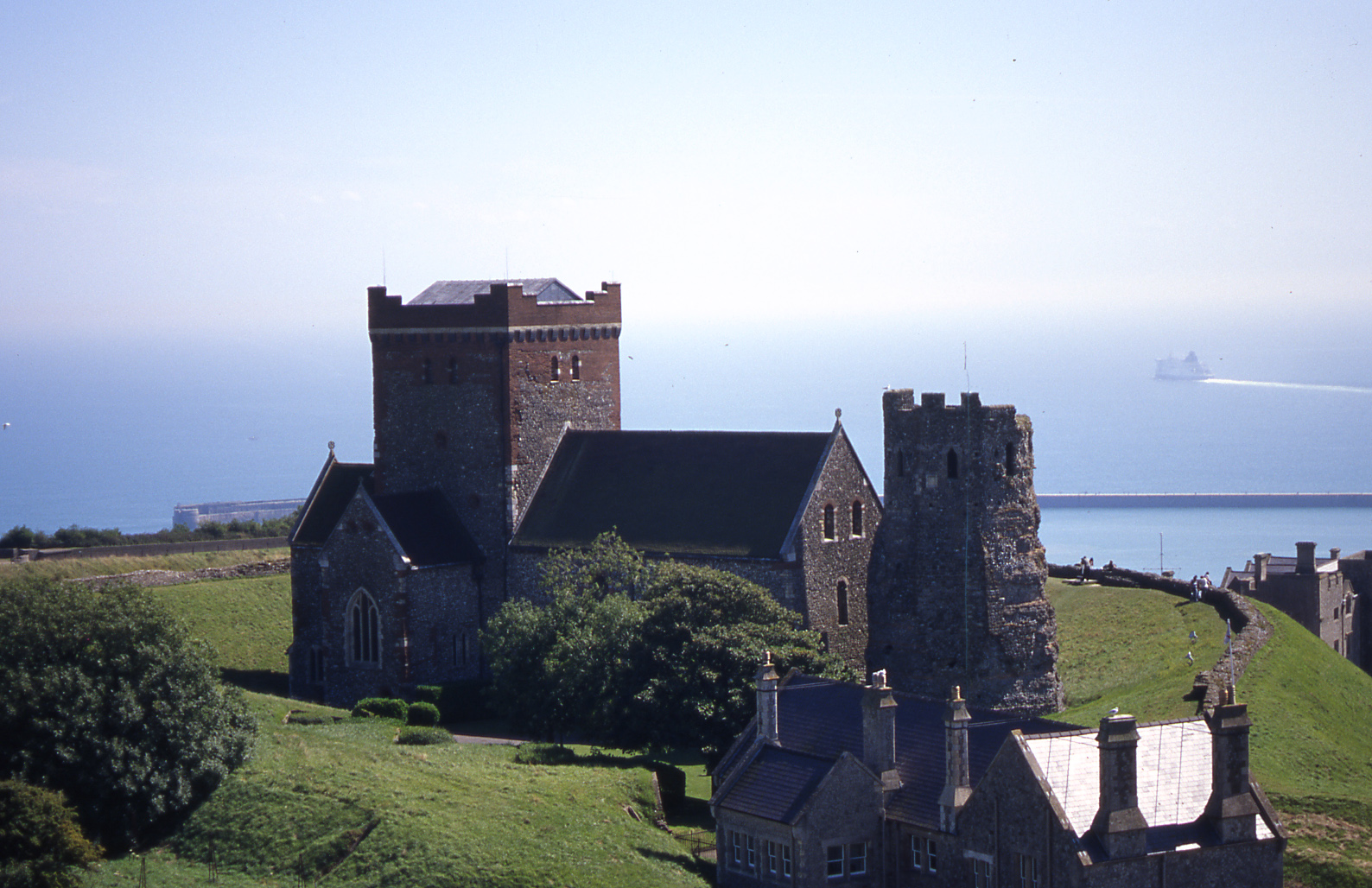
Igreja de St Mary in Castro e Farol Romano, pertencentes ao complexo do Castelo de Dover
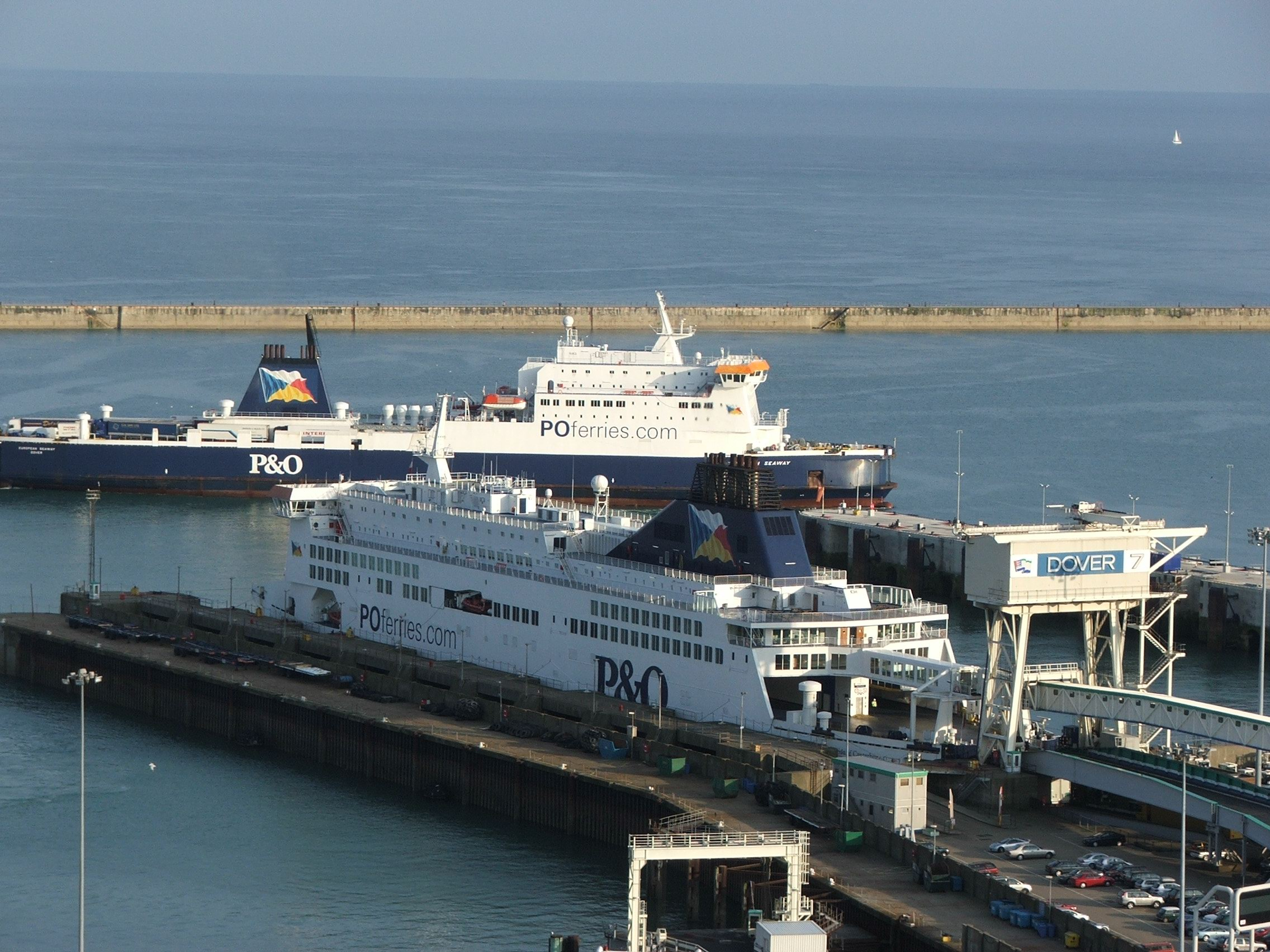
Porto de Dover
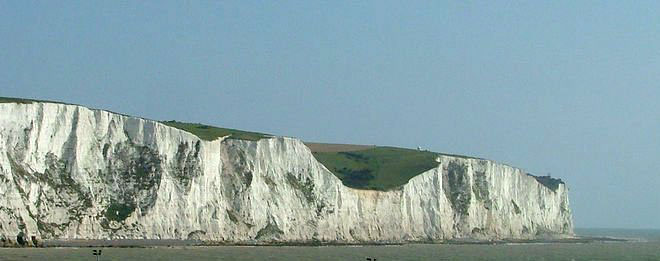
As Falésias Brancas de Dover
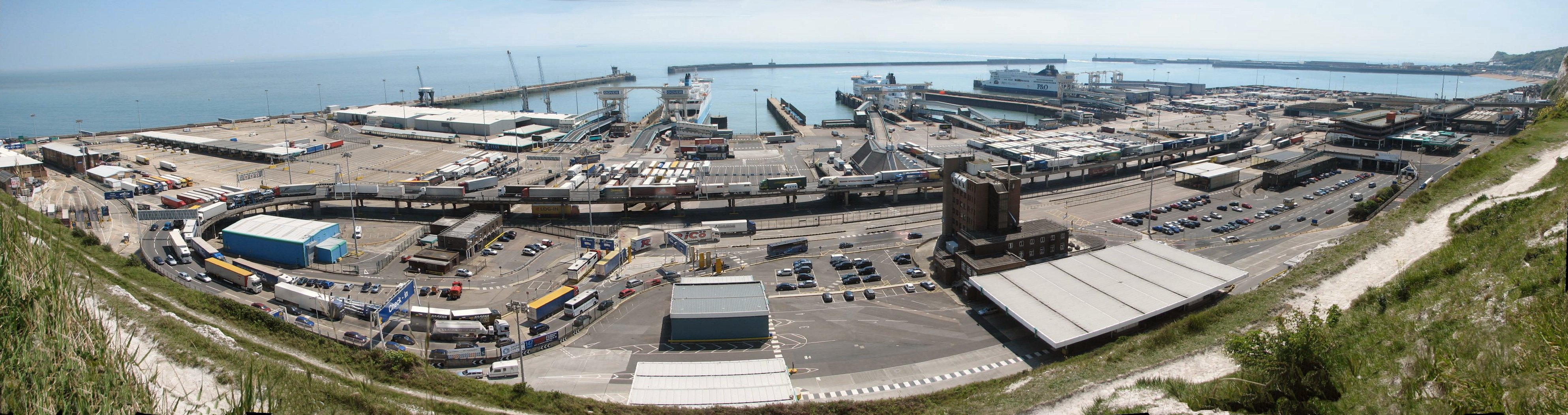
Panorama do Porto de Dover